# Provincia de Amasya

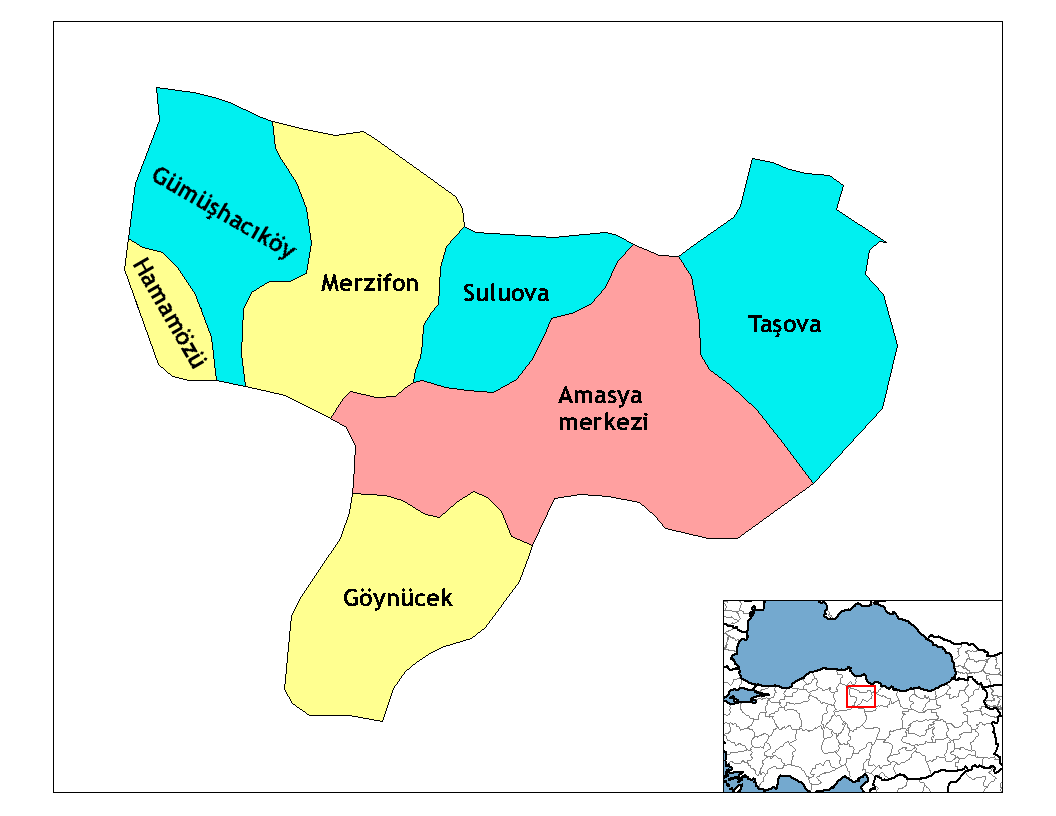
Distritos (ilçeler).

 Amasya es una de las 81 provincias en que está dividida Turquía, administrada por un Gobernador designado por el Gobierno central.
- Superficie: 5.628 km²
- Población (2020): 335.494[3]
- Densidad de población: 59,61 hab./km²
- Capital: Amasya
  - Población (2020): 114.366[4]

## Distritos
Los distritos (en turco ilçeler) y su población al 31 de diciembre de 2020:
- Amasya (distrito): 147 266
- Göynücek: 10 033
- Gümüşhacıköy: 22 764
- Hamamözü: 3 680
- Merzifon: 73 849
- Suluova: 47 314
- Taşova: 30 588